# Mika Hakala
Mika Hakala (* 11. Dezember 1971) ist ein finnischer Biathlet.
Mika Hakala bestritt seine ersten und einzigen Biathlonrennen bei der dritten Station der Weltcup-Saison 2000/01 in Osrblie und Antholz, bei denen er 96. des Einzels und 95. des Sprints wurde. 2002 trat er bei den Biathlon-Europameisterschaften in Kontiolahti an, bei denen er 42. des Einzels, 49. des Sprints und 39. der Verfolgung wurde. Bis zum nächsten Großereignis, den Sommerbiathlon-Weltmeisterschaften 2005 in Muonio, dauerte es mehr als drei Jahre. Hakala erreichte die Ränge 15 im Massenstart und im Sprint, wurde 13. der Verfolgung und wurde mit Timo Antila, Juuso Penttilä und Tapio Pukki Staffel-Fünfter. Zwei Jahre später wurde der Finne in Otepää bei den Crosslauf-Wettbewerben 20. des Sprints, 22. des Massenstarts und mit Kaisa Mäkäräinen, Teija Lehtimäki und Jouni Kinnunen Achte des Mixed-Staffelrennens. Danach startete er bis 2010 nur noch im IBU-Cup, wo ein 38. Platz bei seinem letzten Sprint-Rennen in Beitostølen zum besten Ergebnis und einzigen Resultat in den Punkterängen wurde.

## Biathlon-Weltcup-Platzierungen
Die Tabelle zeigt alle Platzierungen (je nach Austragungsjahr einschließlich Olympische Spiele und Weltmeisterschaften).
- 1.–3. Platz: Anzahl der Podiumsplatzierungen
- Top 10: Anzahl der Platzierungen unter den ersten zehn (einschließlich Podium)
- Punkteränge: Anzahl der Platzierungen innerhalb der Punkteränge (einschließlich Podium und Top 10)
- Starts: Anzahl gelaufener Rennen in der jeweiligen Disziplin

| Platzierung              | Einzel | Sprint | Verfolgung | Massenstart | Staffel | Gesamt |
| ------------------------ | ------ | ------ | ---------- | ----------- | ------- | ------ |
| 1. Platz                 |        |        |            |             |         |        |
| 2. Platz                 |        |        |            |             |         |        |
| 3. Platz                 |        |        |            |             |         |        |
| Top 10                   |        |        |            |             |         |        |
| Punkteränge              |        |        |            |             |         |        |
| Starts                   | 1      | 1      |            |             |         | 2      |
| Stand: nach der Karriere |        |        |            |             |         |        |